# مرکز آموزش علمی کاربردی بهزیستی لرستان
مرکز آموزش علمی کاربردی بهزیستی لرستان یکی از واحدهای دانشگاه جامع علمی کاربردی است. این واحد در شهر خرم‌آباد قرار دارد.